# 瑞泉寺 (台東区)
瑞泉寺（ずいせんじ）は、東京都台東区にある浄土宗の寺院。

## 歴史
創建年代は不明であるが、開山の清連社浄誉が1667年（寛文7年）に寂していることから、江戸時代初期に創建されたものと推測される。
越前松平家との関係が深く、越前家の祖結城秀康らの位牌が安置されていた。
1945年（昭和20年）の空襲で堂宇は灰燼に帰した。1986年（昭和61年）に本堂が、1989年（平成元年）に本尊が再建された。

## 文化財
- 庚申塔1基（台東区有形文化財 平成19年3月登載）[3]

## 交通アクセス
- 浅草駅より徒歩17分（経路案内）。